# Alfons IV Mnich
Alfons IV Mnich (zm. w 933) – król Leónu od 925 i król Galicji od 929 roku; syn Ordoña II, brat Sancho I Ordóñeza i Ramiro II.
Po śmierci ojca, wraz z braćmi, został odsunięty od władzy przez swojego stryja Fruelę II Trędowatego. Po jego śmierci, wspierany przez szlachtę galicyjską odsunął od władzy kuzyna Alfonso Froilaza i podzielił się z braćmi władzą. Otrzymał wtedy władzę w królestwie Leónu. Po śmierci starszego brata, objął również władzę w dzielnicy galicyjskiej. w 931 roku dobrowolnie abdykował na rzecz młodszego brata i wstąpił do zakonu. Rok później próbował wrócić na tron, lecz został pokonany przez Ramiro II, oślepiony i uwięziony, zmarł w więzieniu niedługo po tych wydarzeniach.